# Pascual Luna Parra
Pascual Luna Parra (nacido el 27 de febrero de 1963 en Biar, Alicante, España) es un ex-futbolista español. Jugaba de mediocampista defensivo y su primer club fue el Hércules CF.

## Carrera
Comenzó su carrera en 1980 jugando para el Hércules CF. Jugó para ese club hasta 1986. En ese año se pasó al Real Murcia, en donde estuvo hasta 1988. Ese año, Pascual se pasó al RCD Mallorca, en donde estuvo jugando hasta 1991. En ese año regresó al Hércules CF, en donde finalmente se retiró en el año 1997.

## Selección nacional
Ha sido internacional con la Selección de fútbol sub-16 de España y la sub-18.

## Clubes
| Club         | País   | Año       |
| ------------ | ------ | --------- |
| Hércules CF  | España | 1980-1986 |
| Real Murcia  | España | 1986-1988 |
| RCD Mallorca | España | 1988-1991 |
| Hércules CF  | España | 1991-1997 |

- Datos: Q7141865